# Dionisio Andrea Sancassani
Dionisio Andrea Sancassani (Scandiano, 7 aprile 1659 – Spoleto, 11 maggio 1738) è stato un medico e chirurgo italiano.

## Biografia
Studiò medicina all'Università di Bologna dove si lureò nel 1677. Si recò quindi a Firenze e poi a Reggio, da ultimo a Comacchio dove rimase per oltre trenta anni. Fu chirurgo di grande fama e propugnò la cura semplice delle ferite nel senso dei principi già affermati dai più antichi chirurghi italiani.
Sancassani aggiunse anche due sezioni (‘scanzie’) alla Biblioteca volante di Giovanni Cinelli Calvoli e tradusse in versi sciolti la Philosophia novo-antiqua del gesuita Tommaso Ceva (Venezia 1730).

## Opere
- Phtoes Therapeja cl. viri Jacobi Ripæ medici thesibus exposita a D.-A. Sancassani medico totidem antithesibus contradicta, Guastalla, 1683, in-4°;
- Polyandrium, nempe dissertationum epistolarium, quibus medica eruditis intersternendo, sepulchralia nonnulla monumenta, tum nova, tum antiqua, ab obscuritatis situ ac squallore vindicata, doctorum criteriis sistuntur, Enneas, cui attexitur Suggrundarii specimen, Ferrara, 1701, in-4°.
- Il lume all’occhio, Forlì, Santi, 1707, in-8°.
- Aforismi generali della cura delle ferite col modo del Magati, Venezia, 1713, in-8°;
- La notomia dell’acqua, Padova, 1715;
- Dilucidations medico-chirurgicales, Roma, 1731-1738, 4 vol. in-fol.